# داريل فوستر (مدرب رياضي)
داريل فوستر (بالإنجليزية: Daryl Foster)‏ هو مدرب رياضي أسترالي، ولد في 9 ديسمبر 1938.